# Вычислительный центр

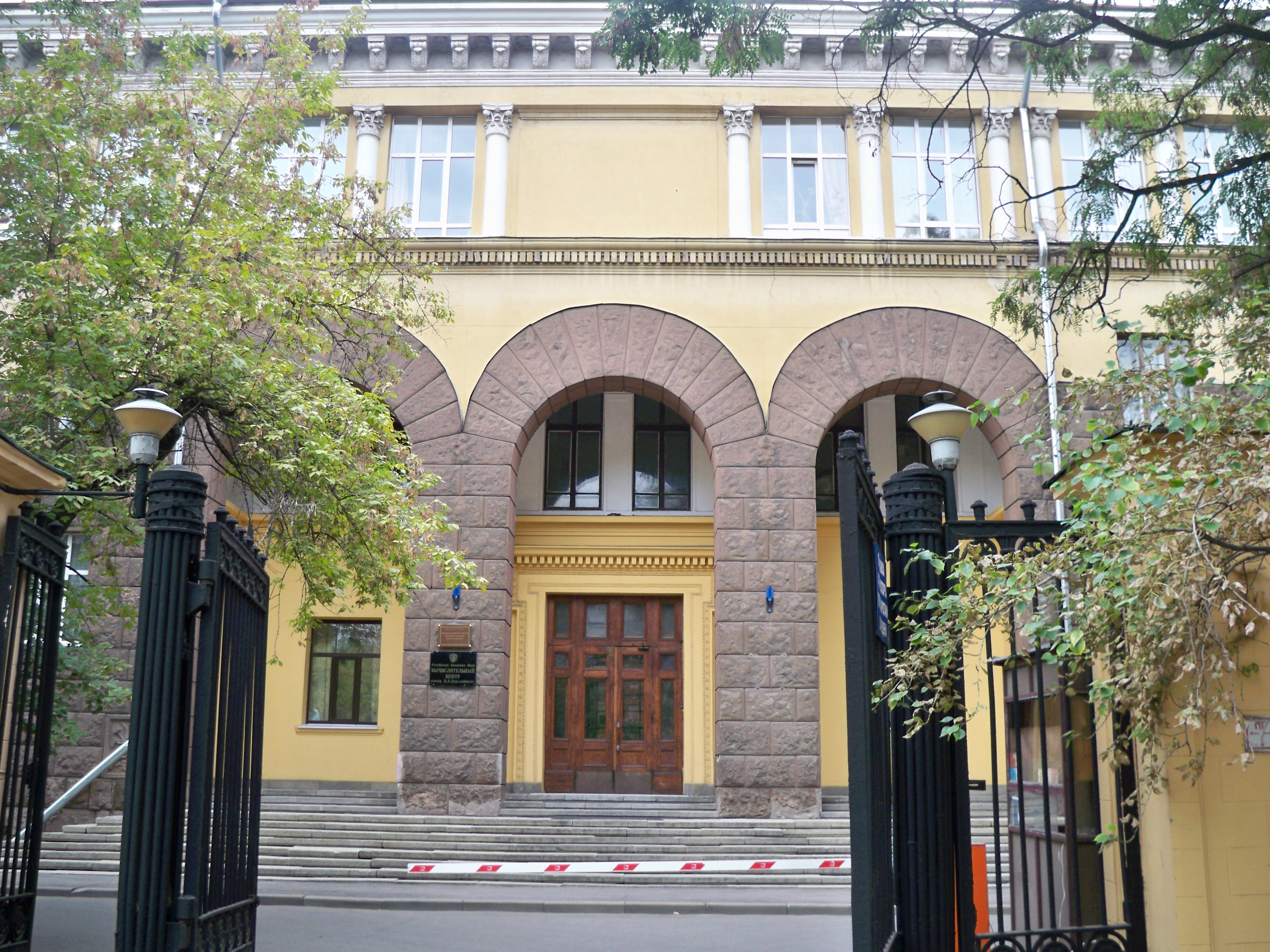
ВЦ РАН (основан в 1955 г.). Вход в гл. здание

Вычисли́тельный центр (аббр. ВЦ) — организация, подразделение, или, в более узком смысле, комплекс помещений, предназначенных для размещения компьютерных систем и вспомогательного оборудования.
В более широком смысле понятие «вычислительный центр» включает в себя также техников, инженеров, программистов и другой обслуживающий персонал, обеспечивающий функционирование размещённой техники и взаимодействие с пользователями.
Раньше помещение вычислительного центра, где размещались компьютеры, часто называли машинным залом (или коротко — машзалом). Предшественниками вычислительных центров были машинно-счётные станции.
Аналогичное название — информационно-вычислительный центр (ИВЦ)

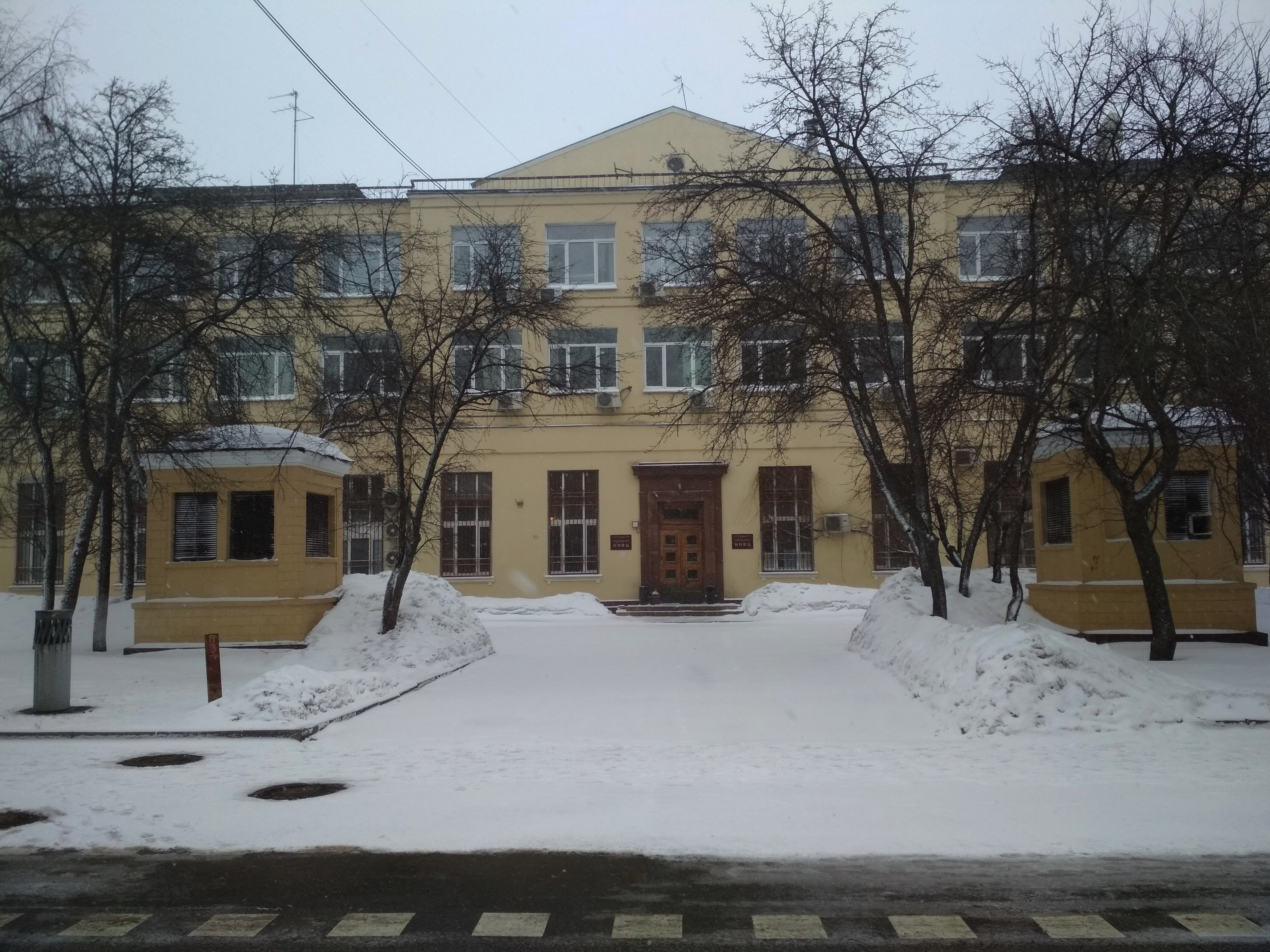
НИВЦ МГУ (основан в 1955 г.)

В ещё более широком смысле, например, в академии наук, понятие вычислительный центр включает ко всему вышеупомянутому коллектив научных сотрудников, осуществляющих разработку новых подходов, алгоритмов, в том числе математических, предполагающих в своём применении использование вычислительной техники, систем программирования (от пакетов прикладных программ до трансляторов), выполнение различных исследований сложных систем с применением вычислительной техники.
Заметим, что акад. В. М. Глушков предложил называть подобные учреждения Институтами кибернетики (как и было сделано в Киеве, где и сейчас есть Институт кибернетики имени В. М. Глушкова), но подобный подход получил заметно меньшее распространение.
В 1960-е — 1980-е годы, когда потребности в вычислительной технике превышали доступные ресурсы, в СССР существовала такая форма организации, как вычислительный центр коллективного пользования (ВЦКП) — вычислительный центр, предоставлявший доступ к компьютерным ресурсам (машинное время) сторонним организациям.
В настоящее время такая потребность также имеет место, но уже на ином уровне — для доступа к наиболее высокопроизводительным многопроцессорным системам. Так, уже в XXI веке в РАН был создан, продолжает постоянно пополняться и усовершенствоваться Межведомственный суперкомпьютерный центр (МСЦ РАН).

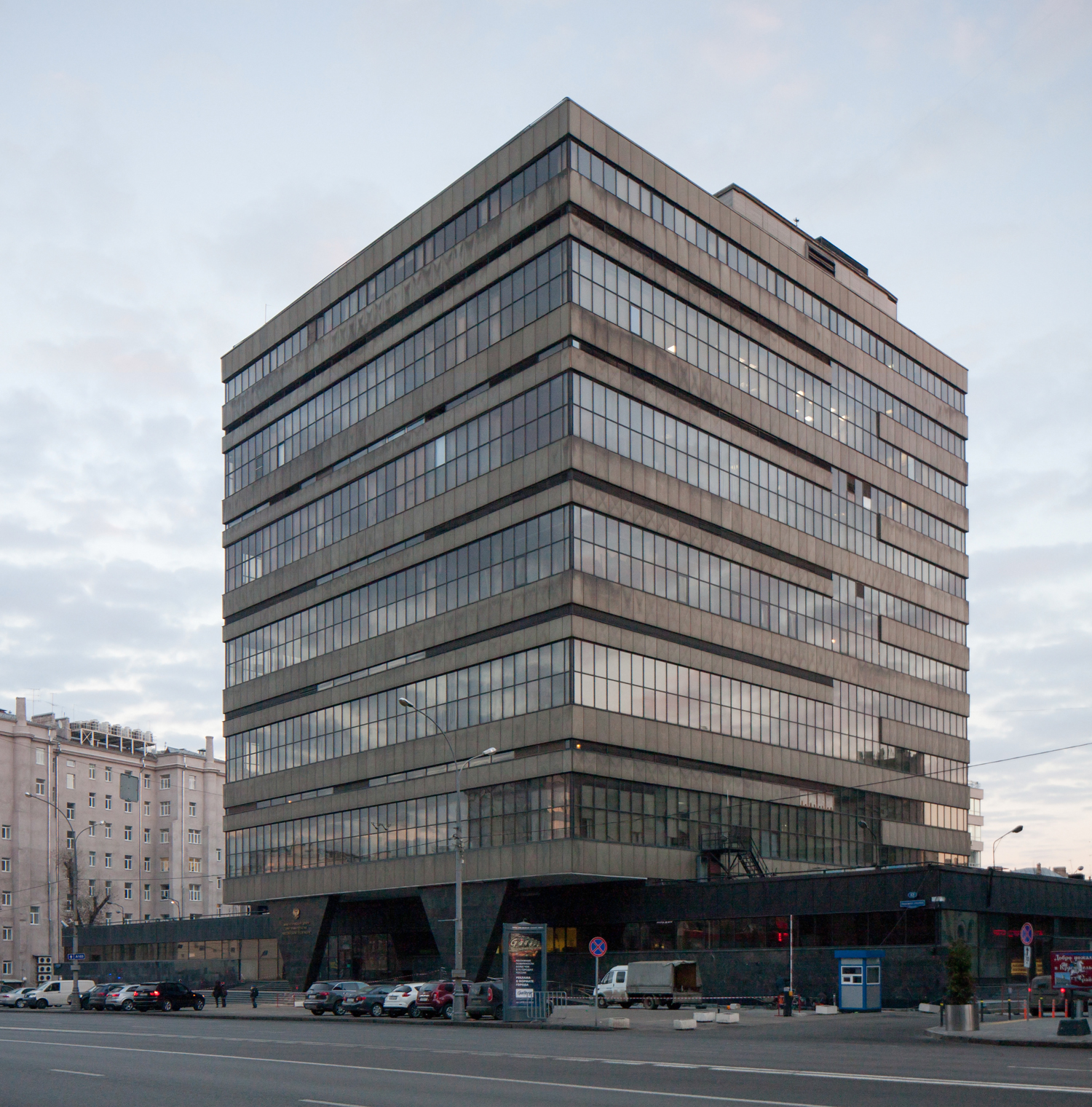
Главный вычислительный центр Госплана СССР (1959—1991)

В 1980-х годах в Ленинграде на базе ВЦКП ФТИ им. Иоффе был создан институт ЛИИАН, на базе которого началось строительство всесоюзной компьютерной сети «Академсеть».
В современном Санкт-Петербурге по сей день предприятие коммунальных расчётов населения называется ГУП ВЦКП.

### Известные ВЦ, основанные в РСФСР до 1991 г.

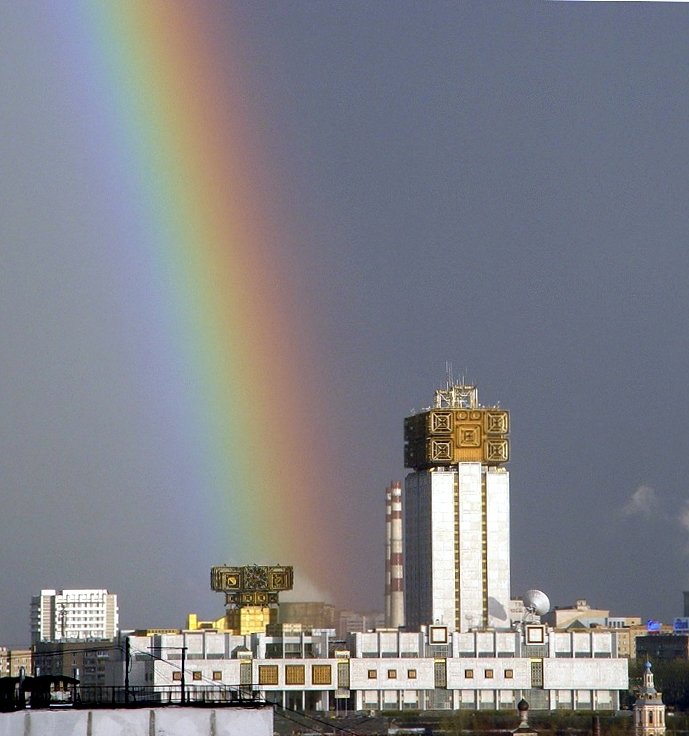
Здание Президиума РАН, где расположен и МСЦ РАН

- Вычислительный центр им. А. А. Дородницына РАН
- ВЦ-1 МО СССР (основан в 1954 г.)
- Главный вычислительный центр Госплана СССР
- Научно-исследовательский вычислительный центр МГУ
- ВЦ-3 МО СССР (основан в 1956 г.)
- Вычислительный центр СО РАН (основан в 1964 г., с 1997 — Институт вычислительной математики и математической геофизики СО РАН)
- Ленинградский вычислительный центр АН СССР (основан 1974 г.)
- Вычислительный центр ДВО РАН (г. Хабаровск)

### … и после 1991 г.
- Межведомственный суперкомпьютерный центр РАН (основан в 1995 г.)